# Muhammad Ibn Wasi' Al-Azdi
 (signalé en mai 2025).
Si vous disposez d'ouvrages ou d'articles de référence ou si vous connaissez des sites web de qualité traitant du thème abordé ici, merci de compléter l'article en donnant les références utiles à sa vérifiabilité et en les liant à la section « Notes et références ».
- Archive Wikiwix
- Bing
- Cairn
- DuckDuckGo
- E. Universalis
- Gallica
- Google
- G. Books
- G. News
- G. Scholar
- Persée
- Qwant
- (zh) Baidu
- (ru) Yandex
- (wd) trouver des œuvres sur Wikidata

Muhammad Ibn Wasi' Al-Azdi (m. 744 ou 751) est un tâbi'ûn et un érudit musulman. Il participa à la conquête de la Transoxiane sous les Omeyyades, puis devint juge.